# Vrchlabí (zámek)
Zámek Vrchlabí v městě Vrchlabí v okrese Trutnov stojí nedaleko náměstí a centra města a je jeho dominantou. Kolem zámku je rozlehlý zámecký park. Zámek je chráněn jako kulturní památka od roku 1964.

## Historie

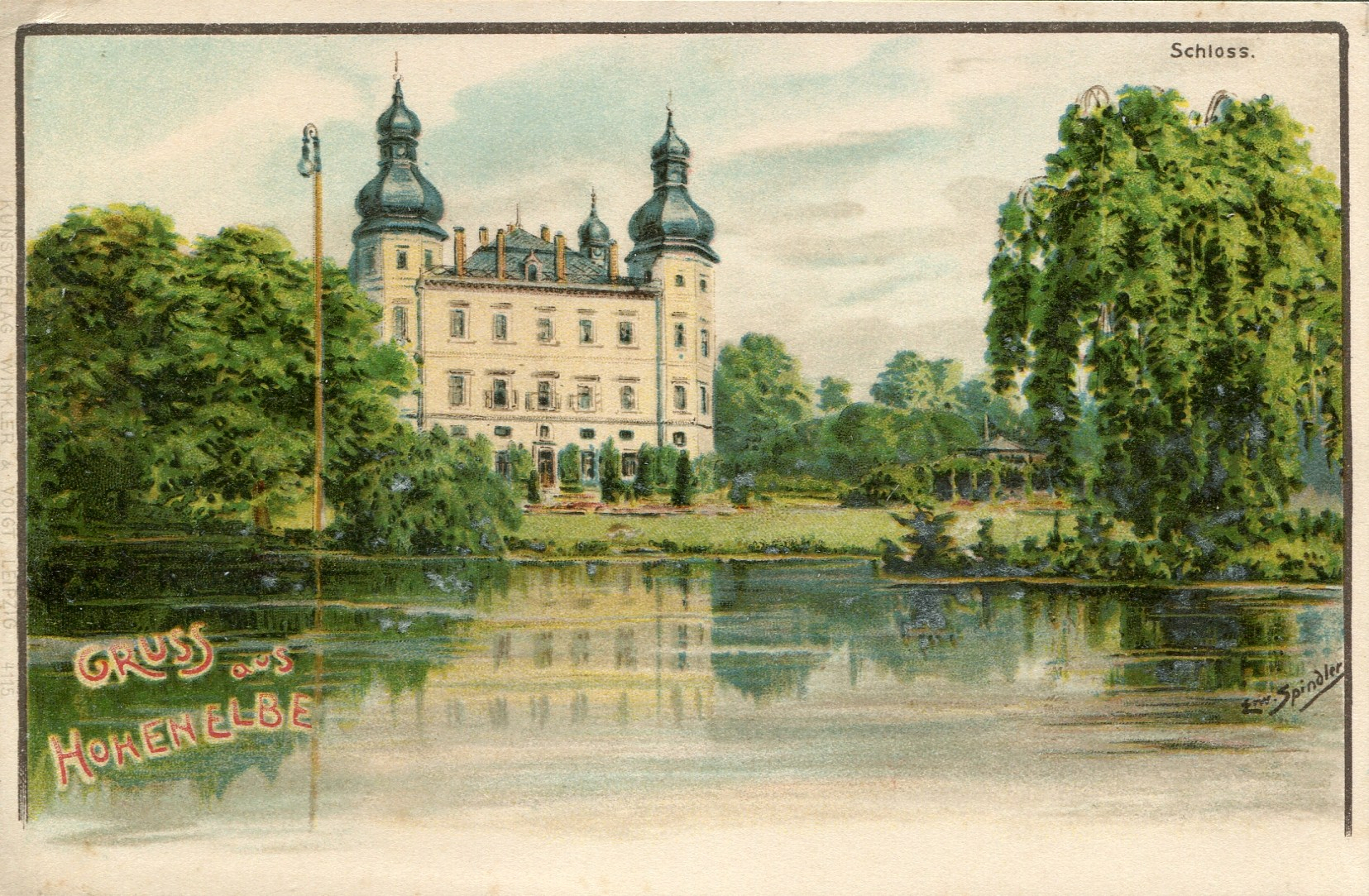
Vrchlabský zámek na pohlednici z konce 19. století (Erwin Spindler)

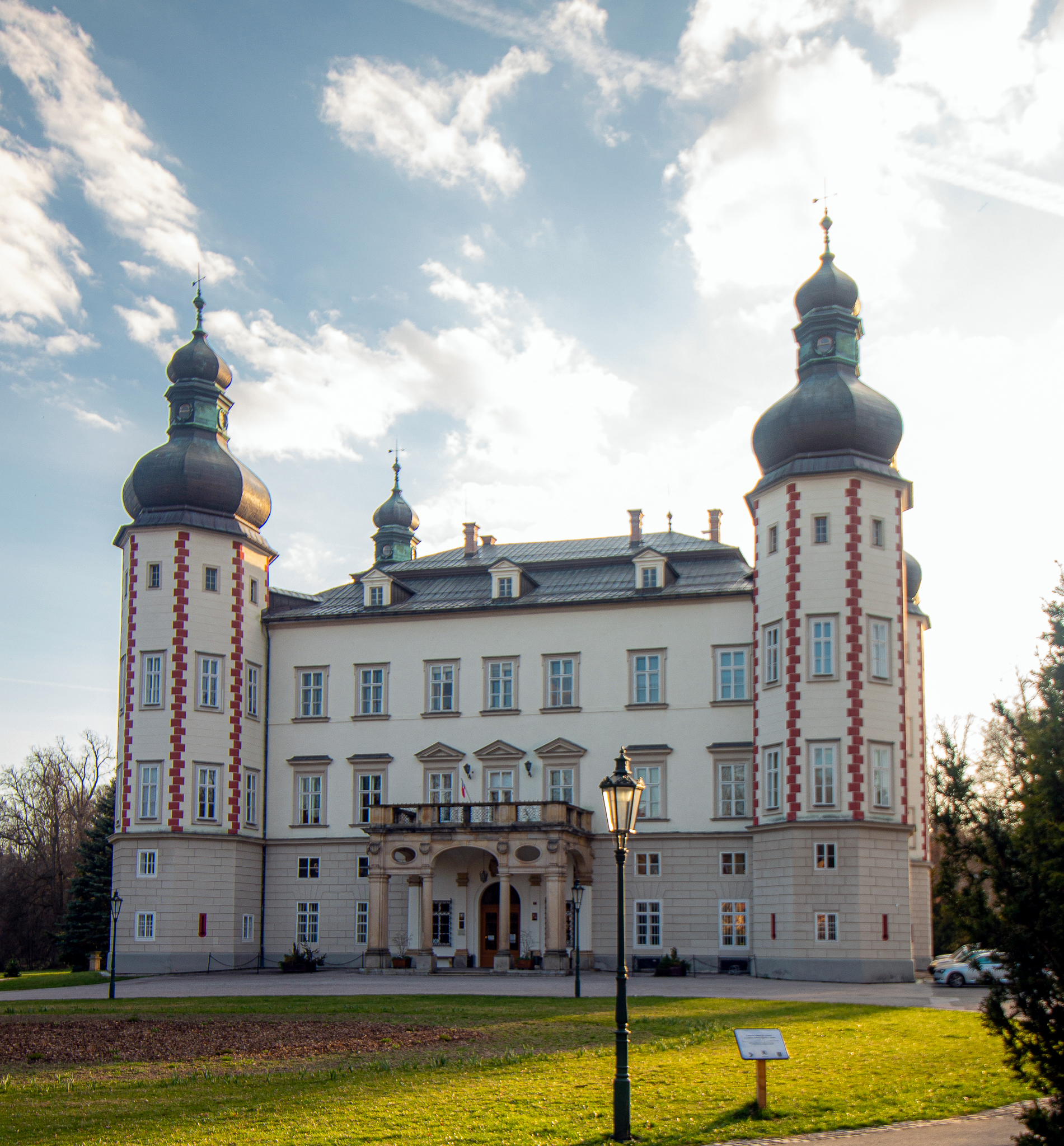
Vrchlabský zámek od východu

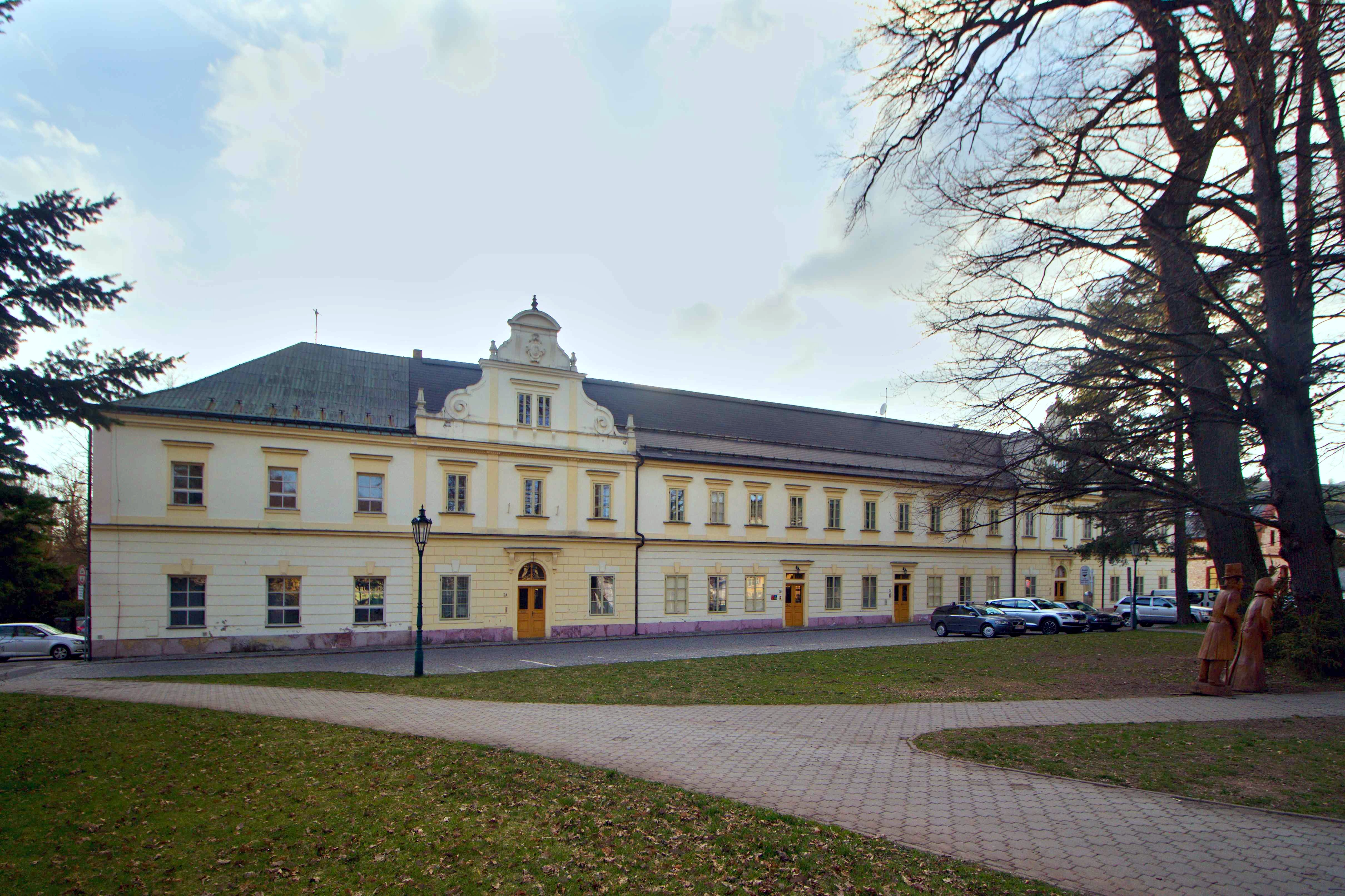
Novější část vrchlabského zámku

Na místě, kde dnes zámek stojí, bývala původně gotická vodní tvrz vrchlabských zemanů. Vrchlabské panství získal koupí od Jana Tetaura z Tetova roku 1533 korutanský důlní odborník a královský rada Kryštof z Gendorfu za 1750 kop českých grošů. V těsné blízkosti tvrze zahájil práce na stavbě nového sídla v renesančním slohu podle sasko-slezského vzoru. Hlavní stavební práce proběhly v letech 1546-1548 a zámek byl pravděpodobně dostaven ještě za Kryštofova života. Po jeho dokončení sloužila stará tvrz jen k hospodářským účelům. Zámek patří k nejranějším světským renesančním stavbám v Čechách. V té době kolem zámku zůstal stále ještě zachován dvanáct metrů široký vodní příkop s třemi padacími mosty. Budova zámku byla třípatrová obdélníkového půdorysu se čtyřmi nárožním osmihrannými věžemi. Mezi budovami nebyl dvůr, ale uprostřed byla vestavěna velká síň s klenbou a lunetami.
Za dalších více než 400 let od svého postavení prošel zámek mnohými stavebními změnami a úpravami, měnili se jeho majitelé.
Z původního renesančního vybavení zámku zůstala pouze renesanční kachlová kamna.

## Stavební vývoj
Stavba zámku byla dokončena pravděpodobně v roce 1546 ještě za života Kryštofa z Gendorfu. Zámek byl nákladně vybaven, ale z původního vybavení zbyla jen nádherná renesanční kamna z roku 1545 (původně umístěná v zámecké knihovně) se znakem lehnického a břežského vévody Bedřicha II. zdobená barevnými fajánsovými kachly s biblickými výjevy. Kamna vysoká přes 3,5 metru zdobí dnes zasedací síň.
Kryštof z Gendorfu postoupil vrchlabské panství v roce 1561 (zemřel roku 1563) se svolením krále své dceři Eustachii, vdově po kancléři Lehnického knížectví Wolfovi Bokovi z Hermsdorfu. Po její smrti vrchlabské panství připadlo třem jejím dcerám Barboře (provdané za Oldřicha Míčana z Klinštejna), Kateřině, jejímž manželem byl Jan Markvart z Hrádku, a Rozině, provdané za Viléma Miřkovského ze Stropčic.  
V roce 1575 zámek zasáhl požár, který zničil horní prostory; zámek byl jen provizorně opraven. Pravděpodobně koncem 16. století došlo k opětnému sloučení celého panství do rukou vdovy Roziny a jejího syna Viléma Miřkovského ze Stropčic. V letech 1605-1614 byly dokončeny stavební úpravy a odstraněny škody vzniklé požárem, zámek byl rozšířen a získal dnešní podobu. Na dostavbě zámku se podílel pravděpodobně Ital Carlo Valmadi.
Albrecht z Valdštejna ve snaze scelit své panství přinutil v roce 1624 Viléma Miřkovského, aby mu vrchlabské panství prodal včetně zámku, dvou městeček, sedmi vesnic, dvou dvorů, hutí, hamrů a dolů. Protože však nezaplatil smluvenou částku 110 000 míšeňských kop, mělo panství zůstat ve Vilémově držbě až do úplného zaplacení. Vilém brzy zemřel a panství přešlo v roce 1628 jako frýdlantské léno. Ve vrchlabských železárnách se vyráběla výzbroj pro valdštejnská vojska. Tři dcery Viléma Miřkovského odškodnil Valdštejn alespoň částečně jinými manskými statky v podhůří.
Po zavraždění Albrechta z Valdštejna v roce 1634 připadlo panství královské komoře a ta je postoupila v roce 1635 za vojenské zásluhy a finanční výpomoc nejvyššímu polnímu vachtmistrovi Rudolfovi z Morzina. Jím do Vrchlabí přichází nový šlechtický rod Morzinů. Po jeho smrti panství připadlo jeho bratrovi Pavlovi, za jeho vlády byla pozměněna dispozice zámku a roku 1684 vestavěna zámecká kaple. Mnohé pokoje byly vyzdobeny štukovou výzdobu a štukovanou klenbou. Pavel z Morzinu panství rozšířil a vytvořil z něho rodinný fideikomis. Pavel z Morzina v roce 1688 zemřel a zámek a panství přešlo na jeho syna Jana Rudolfa a vnuka Maxmiliána († 1706) a jeho mladšího bratra Václava († 1737). Po jeho smrti panství připadlo synovi Václava Karlovi Josefovi († 1741) a po něm jeho synu Františkovi.
Františkem († 1791) vymřela starší větev Morzinů a ve Vrchlabí se usadila mladší větev rodu Rudolf Ferdinand Dezider a jeho syn Rudolf (do roku 1817). Za těchto majitelů došlo k novým vnějším i vnitřním přestavbám. Byl odstraněn starý portál se jménem zakladatele zámku Kryštofa z Gendorfu a původní třípatrový zámek přebudován na dvoupatrový. Zůstaly zachovány hranolovité čtyři nárožní věže a opatřeny cibulovými báněmi s lucernami, odstraněny hradby a zasypány příkopy.
V roce 1830 byly kolem zámku postaveny byty úředníků, vypuštěn zámecký rybník a založena okrasná zahrada a navazující přírodně krajinářský park s umělými jezírky a cizokrajnými dřevinami. Zámeckým parkem dnes vede vyznačená naučná stezka.
Rudolfem Morzinem v roce 1881 rod Morzinů vymřel. Jediná dcera Aloisie, dědička velkostatků Vrchlabí a Horního Maršova se provdala za Heřmana Černína z Chudenic a tomuto rodu patřil zámek až do roku 1938. Za Černínů došlo k další přestavbě podle projektu Josefa Schulze, který roku 1890 navrhl neorenesnční vstupní portik u hlavního vchodu s balkónem v patře; nárožní věže byly zvýšeny o jedno patro. Po Aloisii Černínové, rozené Morzinové, se majitelem velkostatku a zámku stal syn Rudolf (1855–1927), který se psal Czernin-Morzin. Jeho dědicové prodali zámek za druhé světové války německým státním úřadům.
Roku 1945 se zámek stal majetkem československého státu, později města Vrchlabí.

### Dnešní využití
Dnes je zámek sídlem Městského úřadu. V zámku se konají svatby a koncerty. Veřejnosti je volně přístupná střední prostora v přízemí zámku.